# Хорезмийский язык
Хорезми́йский язы́к (самоназвание — zβ'k 'y xw'rzm) — мёртвый восточноиранский язык древнего государства Хорезм в Центральной Азии, на котором говорило население нижнего течения Амударьи и у её устья. Близкородственные языки не засвидетельствованы, прямые потомки отсутствуют.